# 鄧德拉姆站
鄧德拉姆站（英語：Dundrum）是一個位於愛爾蘭都柏林的都柏林轻轨站，在2004年通車，服務地區為鄧德拉姆。

## 歷史
車站前身為哈考特街線的車站，由都柏林，威克洛和韦克斯福德鐵路建造，路線在1854年通車，車站由威廉·达根設計，他住在當地且常常使用該車站。隨著使用人次下降，鐵路站在1958年關閉。
都柏林轻轨規劃期間，當局決定在查尔蒙特與桑迪福德之間路線為原本鐵路路線，因此重建了鄧德拉姆車站，並在車站以北修建了一條鐵路橋，名為威廉·达根橋。